# Кенет Ченалт
Кенет Ървайн Ченалт (на английски: Kenneth Irvine Chenault) е американски бизнесмен.
Роден е на 2 юни 1951 година в Миниола край Ню Йорк в афроамериканско семейство на зъболекар. През 1973 година получава бакалавърска степен по история от Колежа „Боудин“, а през 1976 година докторска степен по право от Харвардския университет. Работи в адвокатската кантора „Роджърс и Уелс“ в Ню Йорк (1977 – 1979) и в консултантската фирма „Бейн енд Къмпани“ в Бостън (1979 – 1981). След това постъпва в голямата компания за финансови услуги „Американ Експрес“, където през 1997 година става оперативен директор, а от 2001 до 2018 година е изпълнителен директор и президент. През този период придобива по-широка известност като един от афроамериканците с висока позиция в бизнеса.